# Полог

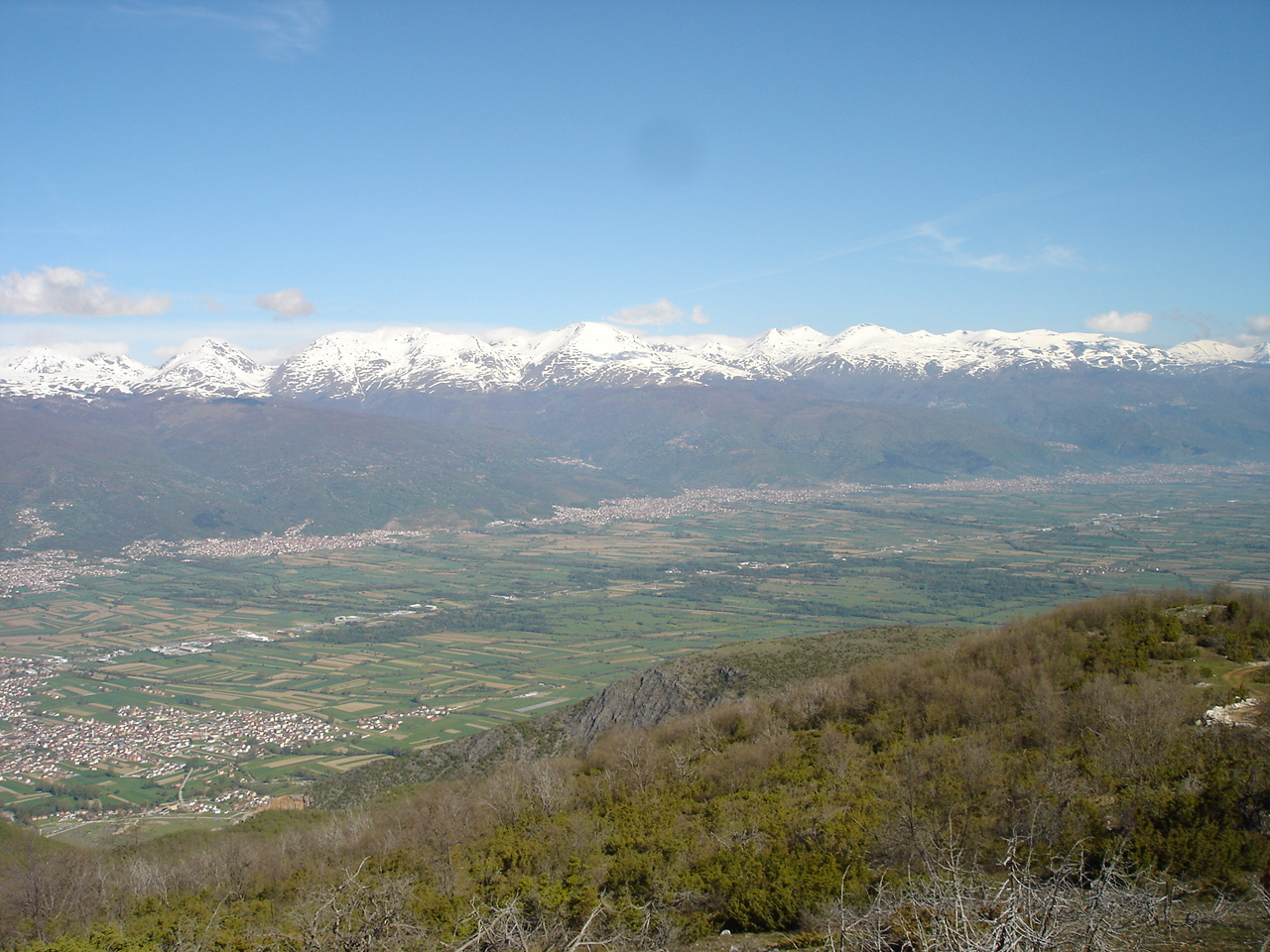
Полог, фото зі схилів Сухої Гори

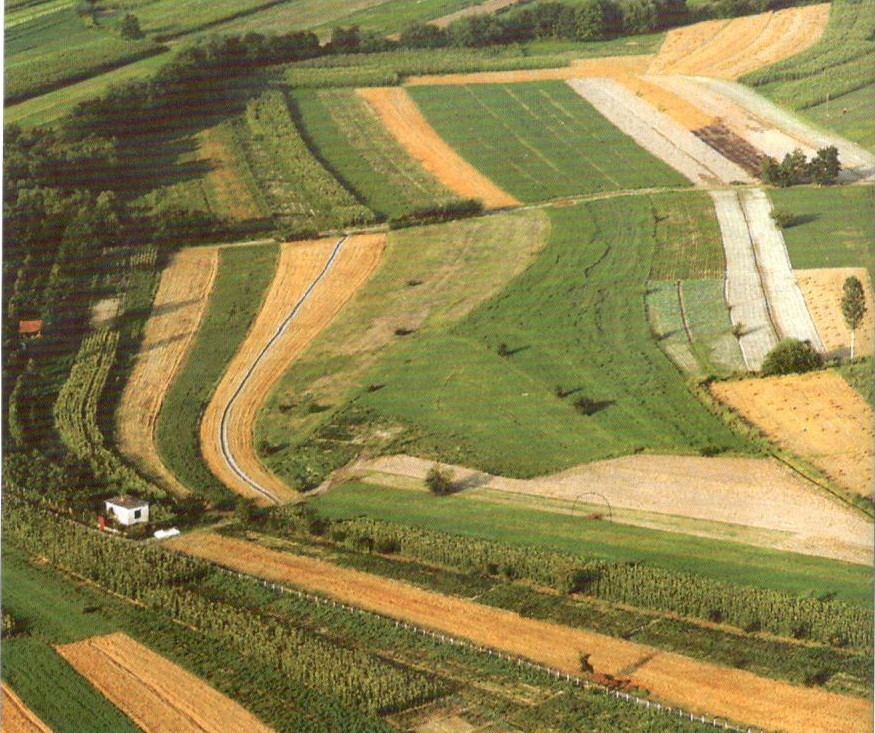
Плодючі поля Пологу

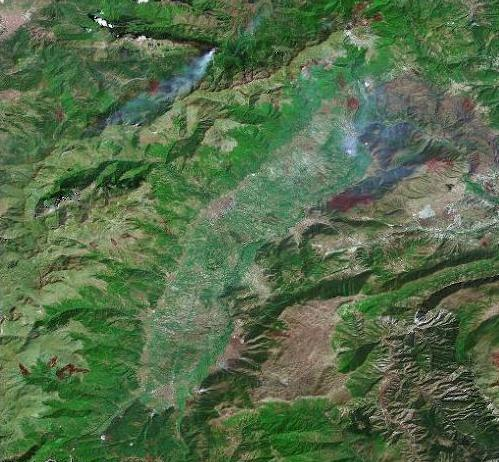
Супутниковий знімок котловини

Полог, також Полох, або Тетівське поле (мак. Полог, Полошка Котлина, алб. Pollogu) — історико-географічна область на південному заході Північної Македонії. Це котловина довжиною 55 км і шириною від 8 до 10 км, знаходиться на висоті від 300 до 600 метрів. Головною водною артерією району є річка Вардар, що протікає у північно-східному напрямку.
В етнографічному відношенні Полог поділяється на Верхній (мак. Горен Полог) та Нижній (мак. Долен Полог), традиційна межа між ними проходить на північ від села Брвениця. Сьогодні Полог населяють дві основні етнічні групи — близько 30 % македонці та албанці 70 %. Основними населеними пунктами є міста Тетово у Нижньому Полозі та Гостивар у Верхньому Полозі.